# NGC 4584
NGC 4584 este o intermediate spiral galaxy⁠(d) situată în constelația Fecioara. A fost descoperită în 21 aprilie 1862 de către Heinrich Louis d'Arrest. Se află la o distanță de 17 megaparseci de Pământ.